# Glass (Familienname)
Glass oder Glaß ist ein deutscher Familienname.

## Herkunft und Bedeutung
Glass ist ein indirekter Berufsname und bezieht sich auf den Glaser.

## Namensträger

### A
- Alisha Glass (* 1988), US-amerikanische Volleyballspielerin
- Andrea Glass (* 1976), deutsche Tennisspielerin
- Anthony Glass († 2006), US-amerikanischer Kameramann

### B
- Bernhard Glass (* 1957), deutscher Rennrodler

### C
- Carter Glass (1858–1946), US-amerikanischer Politiker
- Charlie Glass (* 1967), deutscher Pianist, Sänger, Komponist und Musikproduzent
- Charlotte Schoell-Glass (* 1951), deutsche Kunsthistorikerin
- Christopher K. Glass (* 1955), US-amerikanischer Mediziner
- Cody Glass (* 1999), kanadischer Eishockeyspieler

### D
- Dagmar Glaß (* 1957), deutsche Arabistin
- David Glass (1911–1978), britischer Soziologe
- David Glass (Politiker) (1936–2014), israelischer Politiker
- Declan Glass (* 2000), schottischer Fußballspieler

### E
- Eduard Glass (Esra Glass; 1902–1981), österreichischer Schachmeister
- Eduard Glaß, deutscher Bankier und Politiker
- Erich Glaß (* 1888), deutscher Kommunalpolitiker

### F
- Frank Glaß (* 1965), deutscher Fußballspieler
- Frank Glass (1901–1988), britisch-südafrikanischer Kommunist bzw. Trotzkist
- Franz Paul Glass (1886–1964), deutscher Gebrauchsgrafiker, Maler, Illustrator und Schriftentwerfer
- Fridolin Glass (1910–1943), österreichischer SS-Führer und militärischer Leiter des Juliputsches 1934

### G
- Gerald Glass (* 1967), US-amerikanischer Basketballspieler
- Gerhard Glaß (1927–2010), deutscher Nordischer Kombinierer und Skispringer

### H
- H. Bentley Glass (Hiram Bentley Glass; 1906–2005), US-amerikanischer Genetiker und Wissenschaftsautor
- Harry Glaß (1930–1997), deutscher Skispringer
- Henry Glass (* 1953), deutscher Skispringer, siehe Henry Glaß
- Henry Glass (Musiker) (Henry „Booker T.“ Glass; 1888–1981), US-amerikanischer Musiker (Basstrommel) des New-Orleans-Jazz
- Herman Glass (1880–1961), US-amerikanischer Turner
- Hugh Glass (ca. 1783; ca. 1833), US-amerikanischer Trapper

### I
- Ingo Glass (1941–2022), deutscher Bildhauer
- Ira Glass (* 1959), US-amerikanischer Produzent und Hörfunkmoderator

### J
- Jeff Glass (Leichtathlet) (* 1962), kanadischer Hürdenläufer
- Jeff Glass (Eishockeyspieler) (* 1985), kanadischer Eishockeytorwart
- Jimmy Glass (* 1973), englischer Fußballtorhüter
- Joanna Glass (* 1936), kanadische Dramatikerin
- Julius Glaß (1808–1862), deutscher Bankier und Politiker

### K
- Kenneth Glass (1913–1961), kanadischer Segler
- Kim Glass (* 1984), US-amerikanische Volleyballspielerin

### L
- Louis Glass (Erfinder) (1845–1924), US-amerikanischer Erfinder der Jukebox
- Louis Glass (Komponist) (1864–1936), dänischer Komponist
- Luise Glaß (1857–1932), deutsche Schriftstellerin

### M
- Max Glass (1882–1965), österreichisch-französischer Schriftsteller und Filmproduzent
- Maximilian Glaß (1816–1855), deutscher Politiker, Mitglied der Frankfurter Nationalversammlung
- Mona Glass (* 1967), deutsche Schauspielerin

### N
- Ned Glass (1906–1984), US-amerikanischer Schauspieler

### P
- Pat Glass (* 1957), britische Politikerin
- Philip Glass (* 1937), US-amerikanischer Musiker und Komponist
- Presley T. Glass (1824–1902), US-amerikanischer Politiker

### R
- Robert J. Glass (um 1940–1993), US-amerikanischer Tontechniker
- Robert L. Glass (* 1932), US-amerikanischer Softwareentwickler und Schriftsteller
- Robert W. Glass junior (* vor 1977), US-amerikanischer Tontechniker
- Ron Glass (1945–2016), US-amerikanischer Schauspieler
- Rose Glass, britische Drehbuchautorin und Filmregisseurin
- Rudolf Glass (1890–1966), deutscher Widerstandskämpfer gegen das NS-Regime
- Ruth Glass (Ruth Lazarus; 1912–1990), deutsch-britische Soziologin

### S
- Salomon Glaß (Glassius; 1593–1656), deutscher evangelischer Theologe
- Simon Glass (* 1982), neuseeländischer Eishockeyspieler
- Stephen Glass (Journalist) (* 1972), US-amerikanischer Journalist und Autor
- Stephen Glass (Fußballspieler) (* 1976), schottischer Fußballspieler
- Susanne Glass (* 1970), deutsche Kriegsreporterin, Hörfunk- und Fernsehjournalistin

### T
- Tanner Glass (* 1983), kanadischer Eishockeyspieler
- Thelma Glass (1916–2012), US-amerikanische Aktivistin

### W
- Walter Glass (1889–1956), deutscher Widerstandskämpfer gegen den Nationalsozialismus
- Walter Glaß (1905–1981), deutscher Nordischer Kombinierer
- Werner Glaß (* 1950), deutscher Fußballspieler